# Chalcides ragazzii
Chalcides ragazzii är en ödleart som beskrevs av  George Albert Boulenger 1890. Chalcides ragazzii ingår i släktet Chalcides och familjen skinkar. Inga underarter finns listade i Catalogue of Life.